# الخرإبة (السدة)

تعديل مصدري - تعديل

الخرابة محلة تابعة لقرية جرن الدار، التابعة لعزلة وادي عصام بمديرية السدة إحدى مديريات محافظة إب في الجمهورية اليمنية.، بلغ تعداد سكانها 70 حسب تعداد اليمن لعام 2004.